# Johann Jetzer

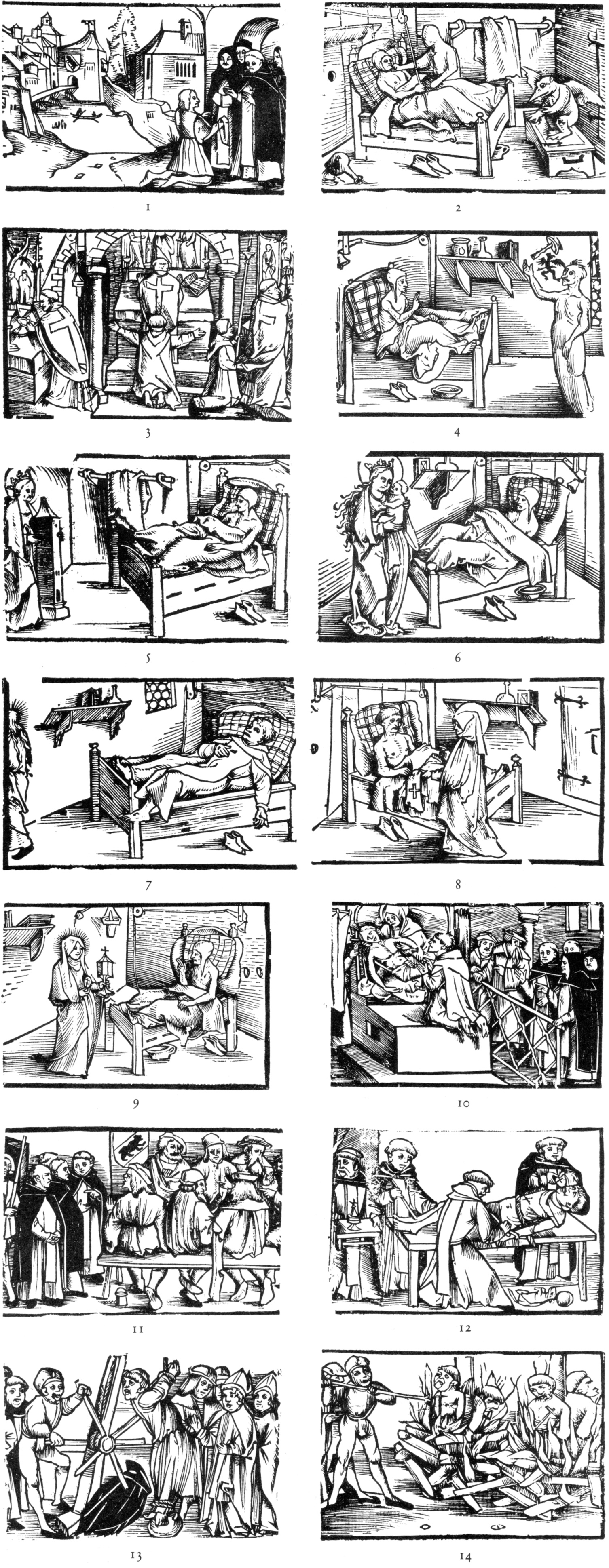
Holzschnitt-Illustration zum Jetzerhandel von Urs Graf, 1509

Johann Jetzer (* um 1483 in Zurzach; † wahrscheinlich 1515 ebenda) war Schneidergeselle und zwischen 1506 und 1508 Mitglied des Dominikanerordens in Bern. Bekannt wurde er durch den nach ihm benannten Jetzerhandel («Handel» hier im Sinn von «Gerichtsprozess»).

## Jetzerhandel
Eines der theologischen Hauptprobleme jener Zeit war die Frage der unbefleckten Empfängnis Mariens. Während die Dominikaner zu jener Zeit der Lehre von Thomas von Aquin folgend davon ausgingen, dass Maria in der Erbsünde empfangen wurde, verneinten dies die Franziskaner aufgrund der Lehre von Johannes Duns Scotus.
Kurz nachdem Jetzer im Berner Dominikanerkonvent in Bern Aufnahme gefunden hatte, behauptete er, von Geistern und Erscheinungen heimgesucht zu werden – zuerst ein verstorbener sündiger Prior, dann die Heilige Barbara, und schließlich die Heilige Jungfrau. Während er sich anfangs theologische Patzer leistete, wurden die Erscheinungen im Laufe der Zeit theologisch immer versierter. Schließlich behauptete er, Maria habe ihm offenbart, dass die Lehre der Dominikaner zutreffe, wonach sie in der Erbsünde empfangen worden sei. Duns Scotus müsse aufgrund seiner falschen Lehre im Fegefeuer grosse Qualen leiden. Dann wies Jetzer die Wundmale Jesu auf. Die Mönche glaubten ihm (wenn sie ihn nicht, einer anderen Sichtweise des Vorgangs zufolge, mit viel Geschick und großem Aufwand selber betrogen hatten und ihm zudem in Narkose mittels eines Schlaftrunks die „Wundmale Christi“ mit Säure eingeätzt haben), ebenso das Volk zu Bern. Zum Eklat kam es, als das Marienbild wegen der von den Berner Patriziern kassierten französischen «Pensionsgelder» (für die Erlaubnis zur Rekrutierung der bernischen Untertanen) blutige Tränen weinte, was zu einer Massendemonstration führte. Zugleich kamen Zweifel auf.
Nachdem mit päpstlicher Bewilligung eine Untersuchung aufgenommen worden war, behauptete Jetzer zunächst, die Marienerscheinung habe sich zur Frage der unbefleckten Empfängnis gar nicht geäußert, während er auf der Echtheit seiner Erscheinungen beharrte. Als er gefoltert wurde, gab er schließlich an, ihm sei von seinen Ordensobern übel mitgespielt worden. Diese hätten die Erscheinung in betrügerischer Absicht inszeniert. Er selbst habe zunächst an deren Echtheit geglaubt, habe jedoch später den Schwindel entdeckt, sei aber gezwungen worden, weiter mitzuspielen. Aufgrund der Aussage Jetzers wurden die vier von ihm angeschuldigten Dominikaner gefoltert, bis sie gestanden, dann zum Tod verurteilt und am 31. Mai 1509 in Bern öffentlich auf dem Scheiterhaufen verbrannt. Jetzer wurde zu Prangerstehen und Landesverweisung verurteilt, konnte aber mit Hilfe seiner Mutter aus dem Gefängnis fliehen.
Der Jetzerhandel erschütterte das Vertrauen der Berner Bevölkerung in die katholische Kirche tief und machte die Bevölkerung Berns für die Ideen der Reformation empfänglich. Die Schuld der vier Dominikaner wurde lange Zeit nie bezweifelt (Valerius Anshelm) und wird in jüngster Zeit noch als gegeben angenommen (Kathrin Utz-Tremp). Allerdings darf nicht vergessen werden, dass die Verurteilung letztlich nur auf den Aussagen von Jetzer beruhte, die dieser im Verlauf des Prozesses mehrmals änderte, sowie auf den durch Folter erpressten Geständnissen. So gesehen scheint wahrscheinlich, dass der ganze Betrug einzig von Jetzer ausging (Nicolaus Paulus, Rudolf Steck, Georg Schuhmann, Stephen Tree).

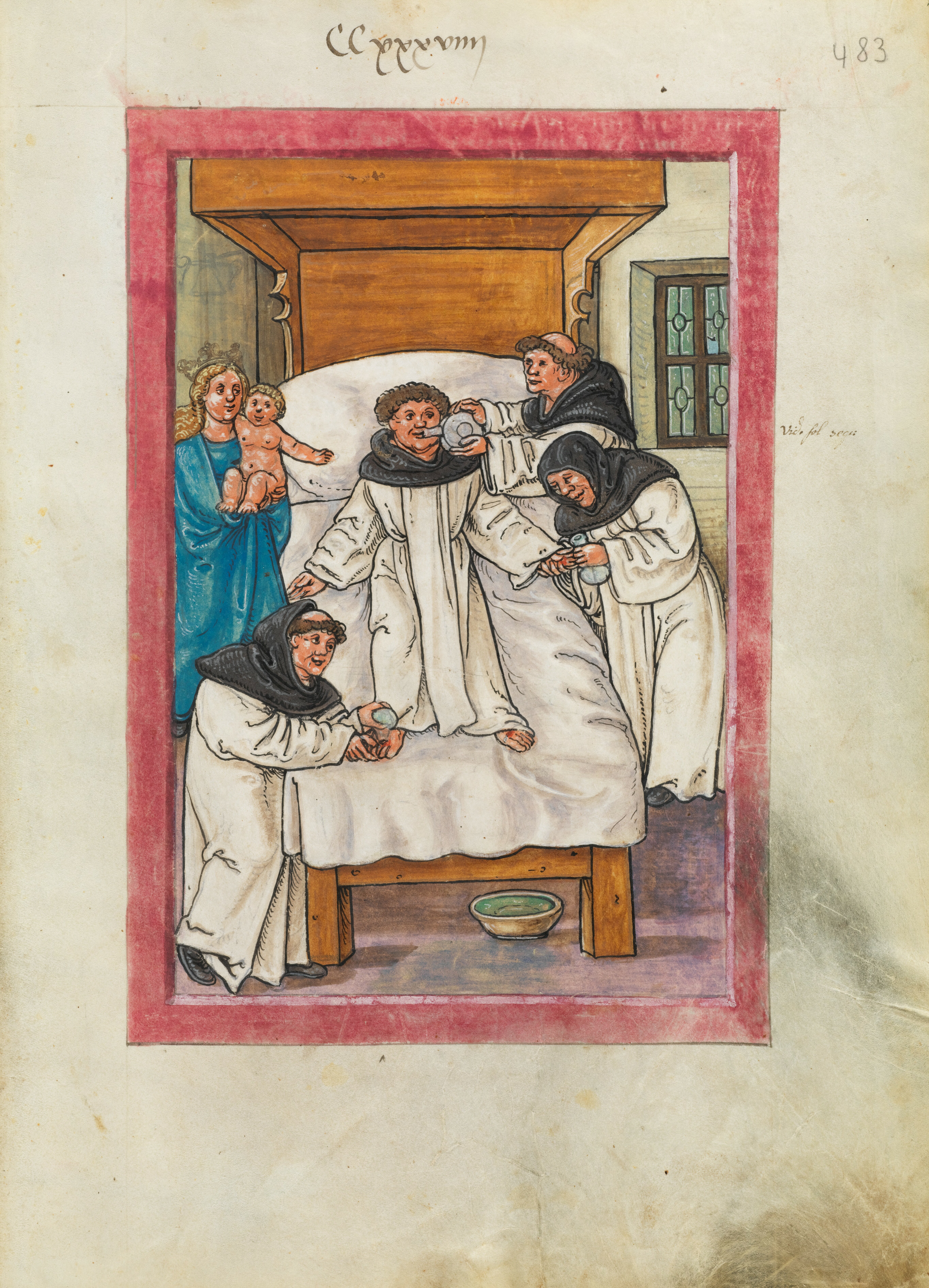
Hans Jetzer in der Chronik des Luzerners Diebold Schilling

Eine Sicht auf den Jetzerhandel eröffnet die Publikation von 2022 durch die Monumenta Germaniae Historica. Im Laufe des Berner Prozesses zeigte sich (S. 488–490), dass der Ursprung des Skandals im Mai 1506 lag, als auf der Versammlung der Oberdeutschen Dominikanerprovinz in Bad Wimpfen einige Klostervorsteher den Beschluss gefasst haben, in Bern den dominikanischen Standpunkt in der Auseinandersetzung mit den Franziskanern mit Hilfe eines fabrizierten Marienwunders zu stärken. Die Ereignisse im Berner Dominikanerkloster im Jahr 1507 und die darauf folgenden Prozesse in Lausanne und Bern bis 1509 werden dargestellt anhand aller verfügbaren Quellen, Akten und mit Erwähnung sämtlicher Zeugenaussagen und der Verhöre, mit und ohne Folter (S. 357–515). Im Anhang folgt eine chronologische Übersicht von Tag zu Tag für die Jahre 1507 bis 1509. Nach Auswertung aller Dokumente kommt Kathrin Utz Tremp zum Schluss: «… von einem von Bern begangenen Justizmord an vier Dominikanern kann keine Rede sein» (S. 873).